# Humboldtin
Humboldtin ist ein selten vorkommendes Mineral aus der Mineralklasse der „Organischen Verbindungen“ mit der chemischen Zusammensetzung FeC2O4·2H2O und ist damit ein wasserhaltiges Eisen(II)-oxalat oder auch das Eisen-Salz der Oxalsäure.
Humboldtin kristallisiert im monoklinen Kristallsystem, entwickelt aber nur selten gut ausgebildete, tafelige bis prismatische Kristalle mit einem harzähnlichen Glanz auf den Oberflächen. Meist findet er sich in Form von traubigen oder faserigen bis erdigen Aggregaten und krustigen Überzügen von matt-gelber bis bräunlichgelber oder bernsteingelber Farbe. Je nach Ausbildungsform kann er durchsichtig bis undurchsichtig sein.
Mit einer Mohshärte von 1,5 bis 2 gehört Humboldtin zu den weichen Mineralen, die sich ähnlich wie das Referenzmineral Gips mit dem Fingernagel ritzen lassen.

## Etymologie und Geschichte

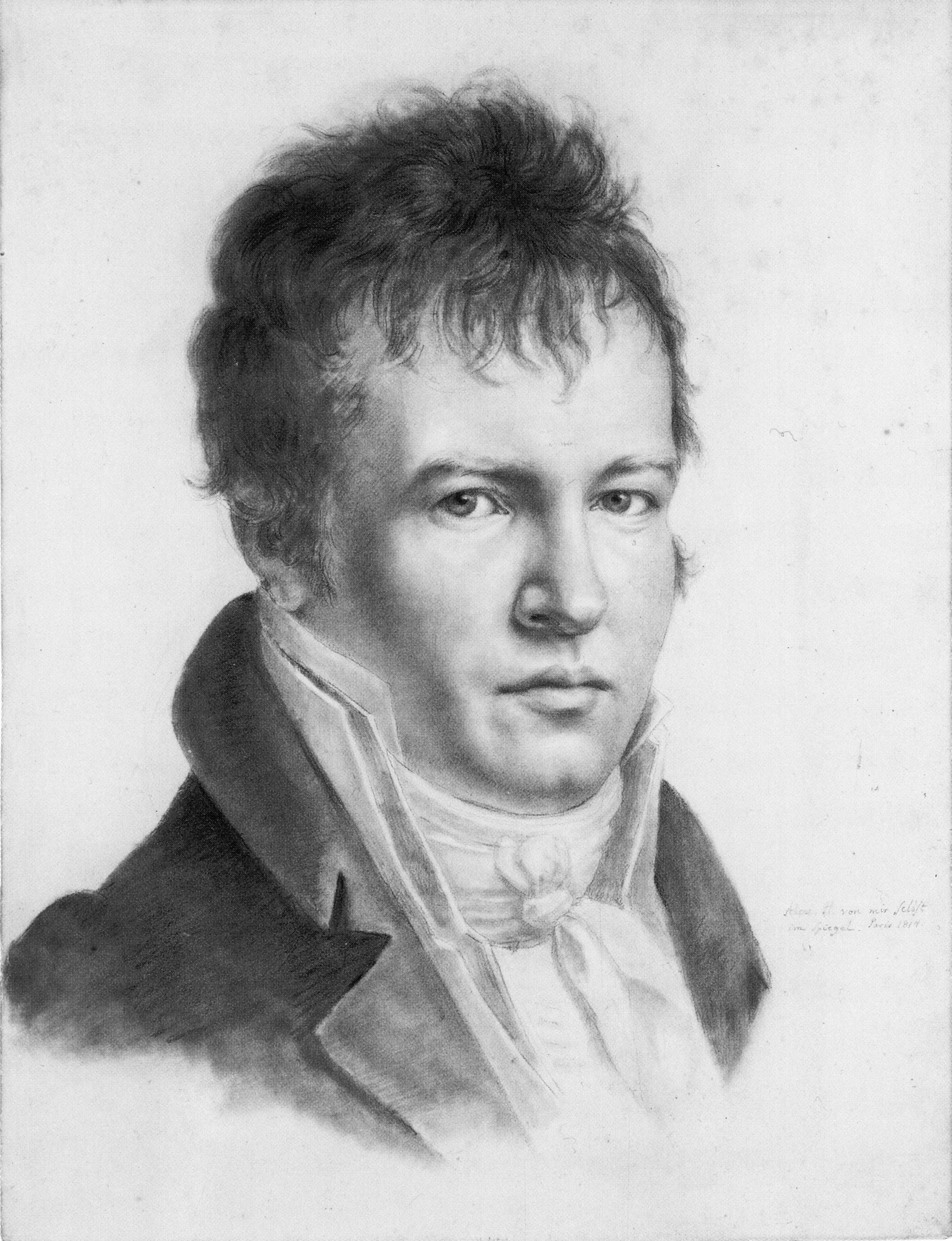
Alexander von Humboldt (Selbstporträt von 1814)

Erstmals entdeckt wurde Humboldtin von August Breithaupt in einem verwitterten Braunkohlelager nahe der Gemeinde Korozluky im tschechischen Okres Most. Die Analyse und Erstbeschreibung erfolgten 1821 durch Mariano Eduardo de Rivero y Ustariz (1798–1857), der das Mineral nach dem deutschen Naturforscher Alexander von Humboldt benannte.
Ein Aufbewahrungsort für das Typmaterial des Minerals ist bisher nicht dokumentiert (Stand 2024).
Humboldtin war bereits lange vor der Gründung der International Mineralogical Association (IMA) 1958 bekannt und als eigenständige Mineralart anerkannt. Daher wurde dies von ihrer Commission on New Minerals, Nomenclature and Classification (CNMNC) übernommen und bezeichnet den Humboldtin als sogenanntes „grandfathered“ (G) Mineral. Die seit 2021 ebenfalls von der IMA/CNMNC anerkannte Kurzbezeichnung (auch Mineral-Symbol) von Humboldtin lautet „Hbd“.

## Klassifikation
Bereits in der veralteten 8. Auflage der Mineralsystematik nach Strunz gehörte der Humboldtin zur Mineralklasse der „Organischen Verbindungen“ und dort zur Abteilung „Salze organischer Säuren“, wo er gemeinsam mit Minguzzit, Oxammit, Stepanovit, Weddellit, Whewellit und Zhemchuzhnikovit in der „Oxalat-Gruppe“ mit der Systemnummer IX/A.01 steht.
Im zuletzt 2018 überarbeiteten „Lapis-Mineralienverzeichnis“, das sich im Aufbau noch nach der alten Form der Systematik von Karl Hugo Strunz richtet, erhielt das Mineral die System- und Mineralnummer IX/A.01-050. In der „Lapis-Systematik“ entspricht dies ebenfalls der Abteilung „Salze organischer Säuren“, wo Humboldtin zusammen mit Antipinit, Caoxit, Coskrenit-(Ce), Deveroit-(Ce), Falottait, Glushinskit, Levinsonit-(Y), Lindbergit, Middlebackit, Minguzzit, Moolooit, Natroxalat, Novgorodovait, Oxammit, Stepanovit, Weddellit, Whewellit, Wheatleyit, Zhemchuzhnikovit und Zugshunstit-(Ce) die Gruppe der „Oxalate [C2O4]2−“ mit der Systemnummer IX/A.01 bildet.
Auch die von der IMA zuletzt 2009 aktualisierte 9. Auflage der Strunz’schen Mineralsystematik ordnet den Humboldtin in die Abteilung „Salze von organischen Säuren“ ein. Diese ist allerdings weiter unterteilt nach der salzbildenden Säure, so dass das Mineral entsprechend seiner Zusammensetzung in der Unterabteilung „Oxalate“ zu finden ist, wo es zusammen mit Lindbergit eine unbenannte Gruppe mit der Systemnummer 10.AB.05 bildet.
In der vorwiegend im englischen Sprachraum gebräuchlichen Systematik der Minerale nach Dana hat Humboldtin die System- und Mineralnummer 50.01.03.01. Dies entspricht ebenfalls der Klasse und gleichnamigen Abteilung „Organische Minerale“. Hier findet er sich als Namensgeber der „Humboldtingruppe“ mit der Systemnummer 50.01.03 und den weiteren Mitgliedern Glushinskit und Lindbergit innerhalb der Unterabteilung „Salze organischer Säuren (Oxalate)“.

## Kristallstruktur
Humboldtin kristallisiert monoklin in der Raumgruppe C2/c (Raumgruppen-Nr. 15) mit den Gitterparametern a = 12,011 Å; b = 5,557 Å; c = 9,920 Å und β = 128,53°, sowie vier Formeleinheiten pro Elementarzelle.

## Eigenschaften
Wie alle Oxalate zersetzt sich auch Humboldtin beim Erhitzen. Zunächst wird das Kristallwasser abgegeben, und bei Temperaturen oberhalb von 190 °C zerfällt er unter Bildung von Eisen(II)-carbonat und Kohlenmonoxid. Bei noch höheren Temperaturen geht das Eisen(II)-carbonat in Eisen(II)-oxid beziehungsweise in das entsprechende Suboxid über.
Verglichen mit anderen Oxalaten ist die Löslichkeit in Wasser als schlecht zu bezeichnen. In Säuren ist Humboldtin dagegen gut löslich. In einem mit einem Wattebausch verschlossenen Reagenzglas (englisch closed tube, CT) erhitzt,  gibt er Wasser ab und hinterlässt einen Rückstand von magnetischem Eisen.
Vor dem Lötrohr auf Kohle erhitzt, färbt sich Humboldtin zunächst schwarz und anschließend rot.

## Modifikationen und Varietäten
Bisher wurden vom Humboldtin noch keine weiteren Modifikationen bzw. Varietäten gefunden (Stand Februar 2013). Von synthetischem Eisen(II)-oxalat ist allerdings bekannt, dass es in einer monoklinen und einer orthorhombischen Kristallform vorkommen kann (vergleiche auch die Eigenschaften des Eisenoxalates). Aus diesem Grund ist eine orthorhombische Modifikation des Humboldtins denkbar.

## Bildung und Fundorte

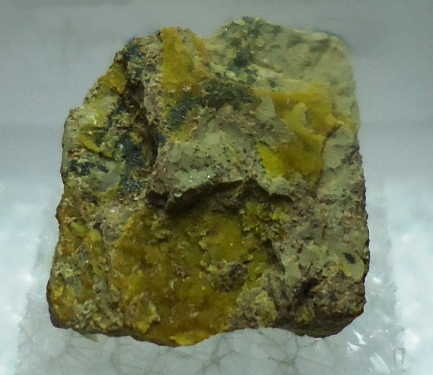
Humboldtin aus dem Bergwerk Csordakúti, Bicske-Csordakút, Komitat Fejér, Ungarn (Größe 13 mm × 13 mm × 4 mm)

Humboldtin ist ein seltenes authigenes Mineral, das überwiegend in Spalten und Klüften in Braunkohlenvorkommen und meist vergesellschaftet mit Gips und Tschermigit vorkommt. Eine rein anthropogene bzw. biogene Entstehung wie bei Moolooit, Glushinskit und Weddellit ist theoretisch möglich und wird in der Literatur diskutiert. Faktisch konnte auf diese Art entstandener Humboldtin bisher nicht nachgewiesen werden (Stand Februar 2013).
Auch wenn es sich bei Humboldtin um das Salz einer organischen Säure handelt, so müssen bei der Bildung keine biologischen Prozesse oder Reste von biologischen Aktivitäten wie Braunkohle beteiligt sein. Er kann sich, wenn auch wesentlich seltener, in granitischen Pegmatiten und hydrothermalen Lagerstätten bilden. Als Begleitminerale können hier unter anderem Kassiterit, Turmalin und Quarz auftreten.
Als seltene Mineralbildung konnte Humboldtin nur an wenigen Orten nachgewiesen werden, wobei weltweit bisher rund 30 Vorkommen dokumentiert sind (Stand: 2024). Außer an seiner Typlokalität Korozluky trat das Mineral in Tschechien noch bei Čermníky (Tschermich, seit 1968 vom Stausee Nechranice überflutet), Lužice u Mostu (Luschitz) und Lomnice u Sokolova (Lanz) in Böhmen auf.
In Deutschland konnte Humboldtin bisher am Hohen Horn bei Ortenberg und bei Gremmelsbach in Baden-Württemberg, an der Hartkoppe und am Rehberg in der Gemeinde Sailauf, in der Matthias-Zeche (Oberpfälzer Braunkohlerevier) bei Schwandorf in Bayern, in einer Tongrube bei Großalmerode in Hessen, bei Potschappel und Altmannsgrün (Gemeinde Tirpersdorf) in Sachsen sowie in der Uranlagerstätte bei Ronneburg (Thüringen) gefunden werden.
In Österreich fand sich das Mineral in Vulkaniten am 1517 m hohen Mejnik etwa einen Kilometer nordöstlich vom Koschutahaus in der Gemeinde Zell und in dem zur Kreuzeckgruppe gehörenden Seebachtal in Kärnten, im Gneis-Steinbruch bei Ebersdorf in der niederösterreichischen Gemeinde Klein Pöchlarn sowie in einer bronzezeitlichen Schlackenhalde am Lechnerberg in der Gemeinde Kaprun (Hohe Tauern), in einem natürlichen Aufschluss am „Erfurter Weg“ (auch Erfurter Steig) und im Steinbruch „Kaisererbruch“ im Hüttwinkltal, einem Teil des Raurisertals in Salzburg.
Weitere bisher bekannte Fundorte sind unter anderem Santa Maria de Itabira im brasilianischen Bundesstaat Minas Gerais, das Zinnbergwerk „Wheal Pendarves“ bei Killivose in der englischen Grafschaft Cornwall, die ehemalige Esperanza-Mine im Bergbaubezirk Lavrio in Griechenland, Capoliveri und Porto Azzurro auf der italienischen Insel Elba, Kettle Point im Lambton County und der Steinbruch „Francon“ bei Montreal in Kanada, die Csordakúti-Mine bei Bicske in Ungarn sowie Black Mountain im Kern County (Kalifornien), die Ahmeek-Mine im Keweenaw County (Michigan) und die Morefield-Mine im Amelia County (Virginia) in den USA.
Im Januar 2024 wurde ein Zufallsfund von Humboldtin in einer Gesteinssammlung in Hof in Bayern bekannt gegeben. Das ursprünglich schon im Jahr 1949 gefundene Material stammt aus der Matthias-Zeche bei Schwandorf. Die Menge des in Hof wiedergefundenen Materials ist fast so groß wie die übrige bisher gefundene Gesamtmenge.

## Verwendung
Aufgrund der Seltenheit von Humboldtin gibt es keine praktischen Anwendungen für dieses Mineral. Das in der chemischen Industrie verwendete Eisen(II)-oxalat wird ausschließlich synthetisch hergestellt.